# Мирс, Анна
А́нна Мирс OAM (англ. Anna Meares; 21 сентября 1983, Блэкуотер, Квинсленд, Австралия) — австралийская велогонщица, Олимпийская чемпионка 2004 и 2012 годов. Одиннацатикратная чемпионка мира по трековым велогонкам.

## Спортивная биография
Заниматься велоспортом Анна Мирс начала в 11 лет. Первые крупные международные успехи к Мирс пришли в 2001 году, когда она стала чемпионкой мира в гите среди юниоров. В 2003 году Анна впервые стала призёром взрослого чемпионата мира, завоевав серебро в кейрине на первенстве в Штутгарте. 2004 год начался для австралийки очень удачно. Сначала она стала чемпионкой мира, победив в гите на 500 метров, затем впервые стала чемпионкой Австралии, а затем дебютировала на летних Олимпийских играх. В Афинах Мирс выступила в двух дисциплинах. 20 августа Анна приняла участие в гите на 500 метров. Дистанцию гита Мирс преодолела с мировым рекордом, равным 33,952 с и завоевала золотую медаль олимпийских игр. В спринте австралийка дошла до полуфинала, где уступила канадке Лори-Энн Мюнцер. В поединке за третье место Анна опередила россиянку Светлану Грановскую и завоевала бронзовую медаль.
Следующей победы на крупных международных соревнованиях Мирс пришлось ждать почти три года. В 2007 году в гите австралийка завоевала свою вторую золотую медаль мировых первенств. В январе 2008 года на этапе кубка мира Мирс во время заезда в кейрине столкнулась с одной из соперниц и упала, повредив очень сильно шею. В кратчайшие сроки австралийская велогонщица сумела восстановиться и всё-таки приняла участие в летних Олимпийских играх в Пекине. Австралийка смогла выступить только в спринте, где смогла дойти до финала. В решающем поединке Мирс уступила Виктории Пендлтон.
После игр в Пекине результаты Мирс пошли вверх. В 2009 году австралийка стала трёхкратной чемпионкой мира. Спустя год на чемпионате мира в Баллерупе Анна завоевала ещё две золотых медали. Чемпионат мира 2011 года стал лучшим в карьере австралийки. Мирс выиграла все три дистанции в которых принимала участие. В 2012 году чемпионат мира проходил в австралийском Мельбурне. Мирс выиграла гит на 500 метров и кейрин, став 10-кратной чемпионкой мира.
На летних Олимпийских играх 2012 года Мирс приняла участие в трёх дисциплинах. В кейрине Анна Мирс довольно уверенно вышла в финал, где все ждали, что Анна сможет составить конкуренцию хозяйке игр Пендлтон. После того, как мотоцикл покинул трек, Мирс два круга лидировала, но на последнем круге австралийка неожиданно сдала и заняла лишь 5-е место. В командном спринте Мирс выступила в паре с Каарли Маккаллок. В квалификации австралийский дуэт занял 4-е место, и в первом раунде соперниками Мирс и Маккалок стала сборная Нидерландов. Австралийки выиграли свой заезд, показав результат 32,806. Это время позволило австралийским спортсменкам побороться за бронзовую медаль с велогонщицами с Украины. Сборная Австралии уверенно выиграла свой заезд и заняла третье место, завоевав бронзовую медаль. В квалификации спринта Мирс заняла второе место, совсем немного уступив Пендлтон. В первом раунде Анна уверенно опередила японку Каёно Маэду, затем победила канадку Монику Салливан и в 1/4 финала соперницей Мирс стала украинка Любовь Шулика.

## Личная жизнь
- Замужем за Марком Чадвиком.
- Старшая сестра Кэрри Мирс — велогонщица, призёр чемпионата мира 2002 года.
- Окончила австралийский институт спорта.
- В 2009 году вышла автобиографическая книга «The Anna Meares Story».